# Иларион (Копьев)
Иларион Копьев (ум. 1793) — архимандрит Русской православной церкви; педагог, ректор Тверской духовной семинарии.
Получил образование в Новгородской духовной семинарии, где потом был учителем. В 1775 г. произведен в игумена Деревяницкого Воскресенского монастыря (до 1875 года мужской, затем женский); в 1776 году был перемещен архимандритом в Борисоглебский Новоторжский монастырь Тверской епархии.
22 ноября 1777 года Иларион Копьев был переведён в Отроч-Успенский монастырь в города Твери и назначен ректором Тверской духовной семинарии; место ректора он оставил в 1786 году. 
Иларион Копьев скончался в 1793 году.
В 1779 году в Москве были напечатаны три слова, сказанные им на чреде богослужения.